# Lullabies for the Dormant Mind
Lullabies for the Dormant Mind es el segundo álbum de estudio de la banda de death metal melódico canadiense, The Agonist. 
El álbum continúa con el estilo de su anterior Once Only Imagined.
La canción más curiosa es la versión a capella de un tema de El lago de los cisnes de Chaikovski.

## Lista de canciones
Letra y música por The Agonist, salvo donde sea indicado.
1. "The Tempest (The Siren´s Song; The Banshee´s Cry)" – 4:46
2. "And Their Eulogies Sang Me To Sleep" – 3:32
3. "Thank You, Pain" – 3:44
4. "Birds Elope with the Sun" – 4:29
5. "Waiting Out the Winter" – 4:03 (escrita por Simon McKay)
6. "Martyr Art" – 4:31
7. "Globus Hystericus" – 3:41
8. "Swan Lake (a capella)" – 2:53 (escrita por Chaikovski)
9. "The Sentient" – 3:39
10. "When the Bough Breaks" – 4:13
11. "Chlorpromazine" – 4:07

### Sencillos
- And Their Eulogies Sang Me To Sleep (2009)
- Thank You, Pain (2009)

## Créditos
- Alissa White-Gluz – Voz
- Danny Marino – Guitarra
- Chris Kells – Bajo y coros
- Simon McKay – Batería
- Melina Soochan - Instrumentos adicionales
- Youri Raymond - Voz en la canción 2
- Avi Ludmer - Violín en la canción 11

## Diseño artístico
El arte del álbum fue creado por Natalie Shau y las fotografías de la banda fueron tomadas por Georgios Sousa.
- Datos: Q586074